# Folgore (1932)
«Фольгоре» (італ. Folgore) — ескадрений міноносець однойменного типу ВМС Італії часів Другої світової війни.

## Історія створення
Ескадрений міноносець «Фольгоре» був закладений 30 січня 1930 року на верфі «Cantieri del Mediterraneo», в Неаполі. Спущений на воду26 квітня 1931 року, вступив у стрій 1 липня 1932 року.

## Історія служби
Після вступу у стрій «Фольгоре», разом з однотипними «Лампо», «Фульміне» і «Балено» був включений до складу VIII ескадри есмінців. 

### 1940 рік
7 липня «Фольгоре» був у складі ескадри, що супроводжувала конвой транспортів у Лівію. 9 липня на зворотному шляху італійська ескадра зустрілась з британським флотом, внаслідок чого відбувся бій біля Калабрії.

### 1941 рік
На початку 1941 року есмінець пройшов модернізацію, під час якої старі зенітні автомати були замінені на нові 20-мм.
9 січня «Фольгоре», разом з есмінцями «Аскарі», «Фульміне» і «Карабіньєре», обстріляв грецькі позиції в Порто Палермо (Албанія)..
5-8 березня «Фольгоре» разом з есмінцями «Лампо, «Антоніо да Нолі», «Ланцеротто Малочелло» і «Уголіно Вівальді» супроводжував німецькі транспорти «Анкара», «Рейхенфельс» і «Кібфельс» з Неаполя в Лівію.
26 березня разом з есмінцями «Дардо» і «Страле» супроводжував у Триполі конвой з транспортів «Галілея», «Гераклея», «Рур», «Самов» і «Адана». Пі дчас переходу конвой був атакований британським підводним човном «Атмоуст». Внаслідок атаки транспорт «Гераклея» був потоплений, а «Рур» - пошкоджений.
21-24 квітня «Фольгоре» разом з «Турбіне», «Саетта» і «Страле» супроводжував транспорти «Джулія», «Кастеллон» і «Леверкузен» з Неаполя в Триполі.
1 травня «Фольгоре» разом з трьома іншими есмінцями супроводжував конвой з 5 транспортів, який був атакований підводним човном «Апхолдер», внаслідок чого транспорт «Арктурус» був потоплений. Пізніше був потоплений також транспорт  «Леверкузен».
16 травня «Фольгоре», «Турбіне», «Еуро», «Фульміне і «Страле» супроводжували конвой з пароплавів «Пройссен», «Спарта», «Капо Орсо», «Мотіа», «Кастельверде» і танкер «Пануко», до якого згодом приєднався танкер «Суперга». Під час переходу «Пройссен» зіткнувся з «Пануко». Згодом конвой був атакований підводним човном «Ердж», але без втрат дістався до пункту призначення.
21 липня «Фольгоре» був головним кораблем ескорту (в який також входили «Фульміне», «Саетта» і «Еуро»), що супроводжував конвой суден «Ніколо Одеро», «Маддалена Одеро», «Каффаро» і «Пройссен», до якого згодом приєднались танкер «Брарена», есмінець «Фучільєре» і міноносець «Палладе». 22 липня о 19:00 конвой був атакований британськими торпедоносцями «Фейрі Сордфіш», які базувались на Мальті. В результаті нальоту був потоплений «Пройссен», а танкер «Брарена» був пошкоджений. «Фучільєре» взяв його на буксир і спробував відбуксирувати до Лампедузи.  Але о 21:13 танкер був пошкоджений ще одним влучанням торпеди і залишений екіпажем, затонув через 2 дні біля банки Керкенна. Решта кораблів конвою 23 липня прибули в Триполі.
13 серпня есмінці «Фольгоре», «Уголіно Вівальді», «Ланцеротто Малочелло», «Страле», «Фульміне» та міноносець «Орса» супроводжували конвой транспортів «Андреа Грітті», «Ріальто», «Веттор Пізані», «Франческо Барбаро» і «Себастьяно Верньєр» з Неаполя в Триполі. попри атаки ворожих літаків та підводних човнів конвой без втрат дістався до Африкиі.
1 вересня «Фольгоре» разом з «Ніколозо да Рекко», «Дардо» і «Страле» вирушили з Неаполя для супроводу конвою суден «Андреа Грітті», «Ріальто», «Веттор Пізані», «Франческо Барбаро» і «Себастьяно Верньєр». 3 вересня конвой був атакований британськими літаками. На «Андреа Грітті» виникла пожежа, і незабаром він вибухнув, при цьому загинуло 347 чоловік. «Франческо Барбаро» був пошкоджений, «Дардо» відбуксирував його в Мессіну під прикриттям есмінців «Аскарі» і «Ланчере» Решта кораблів дістались до Триполі 5 вересня. 
За італійськими даними, «Фольгоре» збив ворожий торпедоносець.
5 вересня «Фольгоре» разом з есмінцями «Ніколозо да Рекко», «Страле» і «Фречча» та міноносцем «Чірче» супроводжував кораблі «Коль де Лано», «Ернесто» і танкер «Поцаріка» на шляху з Триполі в Неаполь. 7 вересня поблизу Пантеллерії «Ернесто» був пошкоджений влучанням ворожої торпеди. «Страле» і «Чірче» супроводжували його в Трапані. Решта конвою благополучно дісталась до Неаполя наступного дня.
24 вересня «Фольгоре» був у складі ескадри італійського флоту на чолі з лінкорами «Літторіо» і «Вітторіо Венето», яка безуспішно намагалась перехопити британський конвой.
16-19 жовтня «Фольгоре» разом з «Вінченцо Джоберті», «Фульміне», «Антоніотто Узодімаре», «Ніколозо да Рекко» і «Себеніко» супроводжував конвой транспортів «Беппе», «Марін Санудо», «Пробітас», «Паоліна» і «Катеріна» з Неаполя в Триполі. 19 жовтня конвой був атакований британським підводним човном «Урсула». Транспорт «Катеріна» був потоплений, «Беппе» пошкоджений, його вдалось відбуксирувати в Триполі.

### 1942 рік
3 березня 1942 року під час перебування в Палермо есмінець «Фольгоре» був пошкоджений під час нальоту ворожої авіації. Пошкодження були незначні. Ремонт в Неаполі тривав близько місяця, після чого корабель повернувся у стрій.
У червні «Фольгоре» був у складі ескадри італійського флоту, яка протидіяла британським конвоям на Мальту (операції «Гарпун» і «Вігорос», відомі також як «Битва у середині червня»).
У липні «Фольгоре» супроводжував конвой «Монвізо» з Бенгазі в Бріндізі, у серпні - конвой «Анкара» з Таранто в Триполі. 27 серпня в Егейському морі «Фольгоре», відбиваючи наліт британської авіації, був серйозно пошкоджений. Ремонт тривав близько місяця, під час якого було посилене зенітне озброєння. 
3-5 серпня «Фольгоре» разом з есмінцями «Корсаро», «Леджонаріо», «Фречча», «Грекале», «Турбіне» та міноносцями «Партенопе» і «Калліопе»  супроводжував конвой зі суден «Анкара», «Ніно Біксіо» і «Сестьєре», який прямував з Італії в Тобрук і Бенгазі. Конвой мав доставити в Північну Африку 92 танки, 340 автомобілів, 3 локомотиви, кран, 292 солдатів, 4381 тонн паливно-мастильних матеріалів та 5256 тонн інших вантажів. Незважаючи на постійні ворожі атаки, конвой благополучно дістався до пунктів призначення. В атаці на цей конвой вперше взяли участь американські бомбардувальники В-24.
27 серпня «Фольгоре» знову був пошкоджений під час авіанальоту.
4 жовтня «Фольгоре» разом з есмінцем «Ніколо Дзено» та міноносцем «Антарес» (до ескорту згодом приєднались есмінці «Саетта» і «Каміча Нера») супроводжував з Бріндізі в Бенгазі транспорт «Сестьєре», який віз важливий вантаж: 3030 тонн палива, 70 тонн боєприпасів, 28 танків, 144 автомобілі та 1060 тонн іншого спорядження. Незважаючи на ворожі атаки, конвой дістався до пункту призначення 7 жовтня.
12 жовтня «Фольгоре» разом з есмінцем «Ніколозо да Рекко», міноносцями «Ардіто» та «Кліо» і транспорт «Д'Анунціо» вирушили з Бріндізі в Бенгазі. У морі до них приєднались есмінець «Лампо» і міноносець «Партенопе», які супроводжували танкер «Фосколо» з Корфу в Північну Африку. Близько опівночі конвой атакувала британська авіація. Основний удар був зосереджений по «Фольгоре», який був пошкоджений оскаолками, п'ять чоловік отримали поранення. Тим не менше, конвой без втрат дістався до цілі 14 жовтня.
4 листопада «Фольгоре» брав участь в успішному супроводі конвою із транспортів «Коль де Лана», «Анна Марія Гуальді» і танкера «Портофіно».
26 листопада, під час супроводу конвою в Бізерту, взяв участь у порятунку екіпажу міноносця «Чірче», який затонув внаслідок зіткнення з транспортом «Чітта ді Тунісі»'.
28 листопада есмінці «Фольгоре», «Маестрале», міноносець «Анімозо» і допоміжний крейсер «Чітта ді Наполі» вирушили з Бізерти в Італію. О 22:40 «Чітта ді Наполі» підірвався на міні та затонув біля мису Сан Віто. «Фольгоре» брав участь у порятунку членів екіпажу крейсера.

### Загибель
1 грудня з Палермо в Бізерту вийшов конвой «H» у складі італійських транспортів «Авелліно», «Піччіні», «Аспромонте» та німецького «KT 1» у супроводі есмінців «Фольгоре», «Ніколозо да Рекко», «Каміча Нера» та есмінців «Прочіоне» і «Кліо». Конвой мав доставити  1766 солдатів, 698 тонн вантажів та боєприпасів, 32 автомобілі, 4 танки та 12 гармат.
Британській розвідці стало відомо про конвой, і на його перехоплення вирушило з'єднання «Q» (крейсери «Сіріус», «Аргонот», «Аврора», есмінці «Кіберон» і «Квентін»).
О 00:37 британські кораблі раптово атакували італійців. Незважаючи на відчайдушні атаки, вони потопили всі кораблі противника.
О 00:47 «Фольгоре» рішуче атакував крейсер «Аврора», випустивши по ньому 3 торпеди, але не влучивши. У цей час «Сіріус» необачно увімкнув свій прожектор. «Фольгоре» розвернувся і о 00:50 випустив по ньому ще 3 торпеди. Згодом італійські моряки стверджували, що досягли 2 влучань, але насправді атака пройшла безрезультатно. За 2 хвилини «Фольгоре» потрапив під вогонь крейсера «Аргонот». В есмінець влучило дев'ять 133-мм снарядів, внаслідок чого він загорівся. Корабель зберігав хід, але через надходження вони о 01:16 він перекинувся через правий борт та затонув у точці з координатами 37°43′ пн. ш. 11°16′ сх. д. / 37.717° пн. ш. 11.267° сх. д.. Загинули 123 члени екіпажу, у тому числі командир корабля Енер Беттіка, який посмертно був нагороджений  золотою медаллю «За військову доблесть».
Загалом за час війни «Фольгоре» здійснив 155 місій (4 у складі сил флоту, 8 протичовнових, 1 обстріл берегових сил, 77 супроводів конвоїв, 14 тренувальних, 51 перехід та інші місії), пройшовши 56 578 миль.